# نادي أوستريا زالتسبورغ
نادي أوستريا سالزبورغ (بالألمانية: Sportverein Austria Salzburg )‏ هو فريق كرة قدم من مدينة سالزبورغ في النمسا، أُسس بتاريخ 7 أكتوبر 2005، يلعب في Austrian Regionalliga West ‏.

## معرض صور

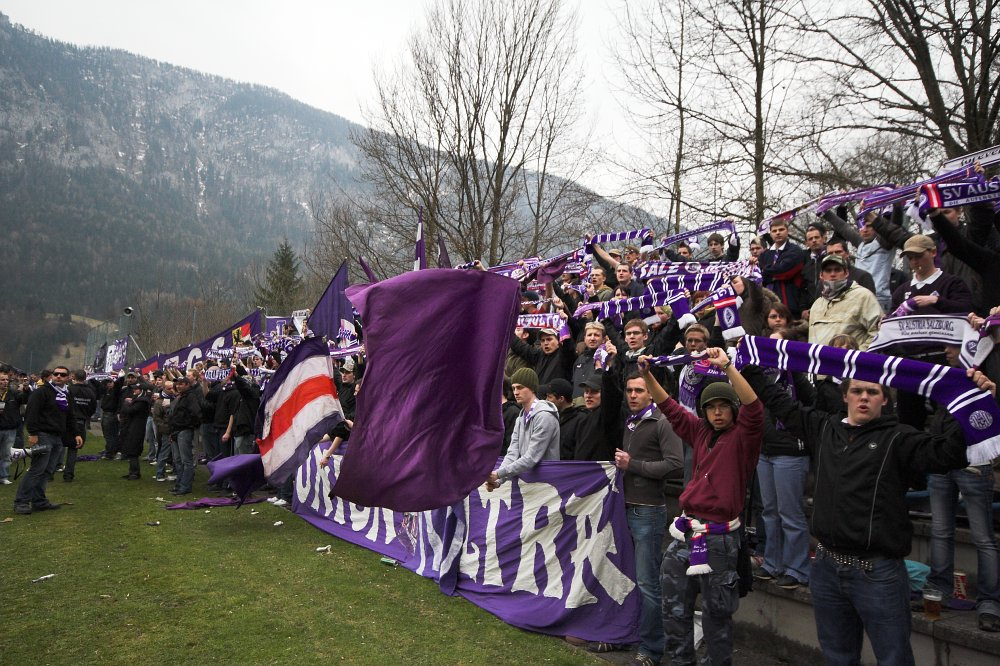
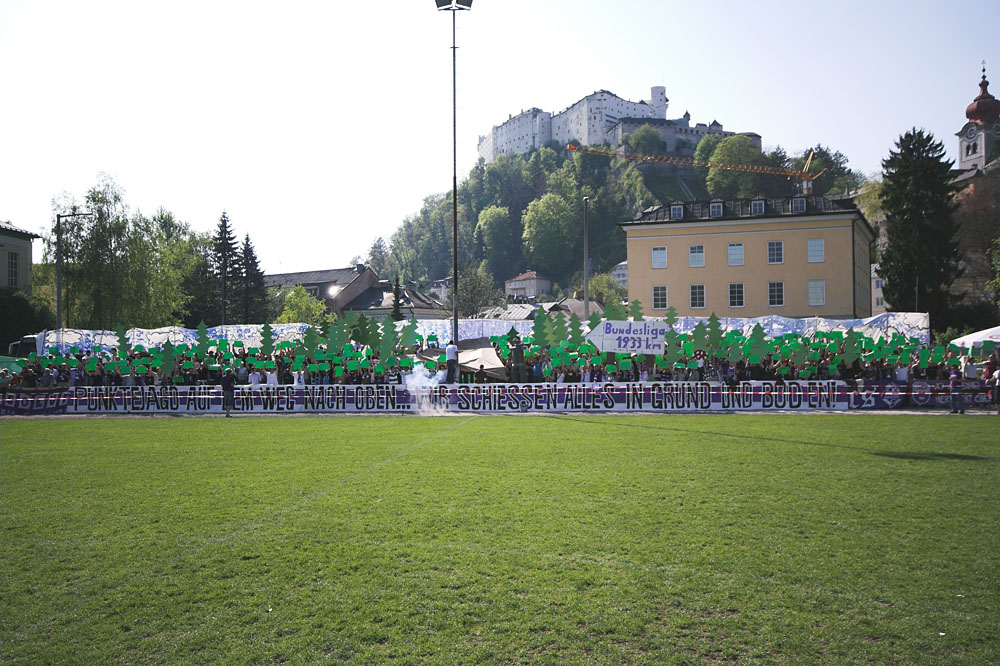
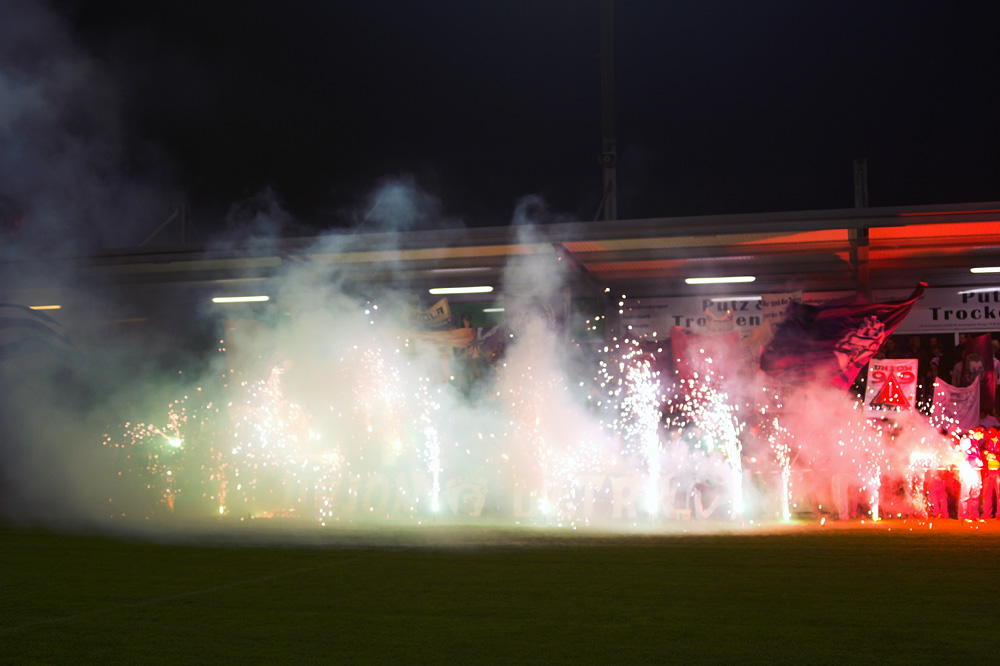

## وصلات خارجية
- الموقع الرسمي